# In the Moment
In The Moment utkom den 21 maj 2008 och är den svenska sångerskan Caroline Larssons debutalbum. Debutalbumet innehåller i huvudsak eget material. Singeln "Hold on my heart" är dock skriven av Per Gessle.

## Låtlista
| Nr  | Titel                                | Kompositör                         | Producent(er)    | Längd |
| --- | ------------------------------------ | ---------------------------------- | ---------------- | ----- |
| 1.  | The Sound Of A Broken Jaw            | Caroline Larsson, Bo Larsson       | Peter Samuelsson | 3:35  |
| 2.  | Bang Bang Bang                       | Caroline Larsson, Johnny Thunqvist | Peter Samuelsson | 2:58  |
| 3.  | Rollin'                              | Big & Rich                         | Peter Samuelsson | 3:29  |
| 4.  | Soldier                              | Caroline Larsson                   | Peter Samuelsson | 3:53  |
| 5.  | Hold On My Heart (Hey, It's Alright) | Per Gessle                         | Peter Samuelsson | 3:10  |
| 6.  | Sweet Little Gun                     | Johnny Thunqvist                   | Peter Samuelsson | 3:15  |
| 7.  | A Dice                               | Caroline Larsson                   | Peter Samuelsson | 3:50  |
| 8.  | Eddie's Song                         | Caroline Larsson                   | Peter Samuelsson | 3:36  |
| 9.  | Paralyzed                            | J.Stentorp, Johnny Thunqvist       | Peter Samuelsson | 3:48  |
| 10. | Level Of Madness                     | Caroline Larsson                   | Peter Samuelsson | 3:06  |
| 11. | Try To Recall Me                     | Caroline Larsson, Bo Larsson       | Peter Samuelsson | 4:16  |
| 12. | The Memory                           | Caroline Larsson                   | Peter Samuelsson | 3:48  |
| 13. | Soldier Remix                        | Caroline Larsson                   | Rob'n'Raz        | 3:06  |

## Listplaceringar
| Lista (2008) | Topplacering |
| ------------ | ------------ |
| Sverige      | 13           |